# Equinox (spil)
 For alternative betydninger, se Equinox. (Se også artikler, som begynder med Equinox)
Equinox er et isometrisk 3D action-puzzle-hybrid computerspil til Super Nintendo Entertainment System. Spillet er også kendt som Solstice II, og er en efterfølger til Nintendo Entertainment System spillet, Solstice.
Astronomisk equinox, se forårspunktet.

## Ekstern henvisning
- Equinox anmeldelse (engelsk) Arkiveret 29. april 2006 hos  Wayback Machine

| computerspil | Spire Denne computerspilsrelaterede artikel er en spire som bør udbygges. Du er velkommen til at hjælpe Wikipedia ved at udvide den. |